# Zeche Hagenbeck
Die Zeche Hagenbeck ist eine ehemalige Zeche in Essen-Altendorf. Sie ist die wahrscheinlich älteste urkundlich nachgewiesene Zeche im Ruhrrevier. Der Name Hagenbeck steht für Bach im Waldgebüsch. Noch heute erinnern einige Straßennamen in Altendorf an diese Zeche.

## Bergwerksgeschichte

### Anfänge bis Konsolidierung
Bereits im Jahr 1575 wird ein Bergwerk „Auf der Goes“ urkundlich in einer Bergordnung erwähnt. Es war die Vorgängerzeche der späteren Zeche Hagenbeck. 1637 fand das Kohlenwerk „Auf dem Steut“ Erwähnung in Urkunden, ab etwa 1735 bezeichnete man die Zeche auf dem Steut als Zeche Hagenbeck. Der Hostenkämper Stollen löst die Gruben der Zeche ab 1750. Im Jahr 1757 forderte die Stiftsherrin die Gewerken auf, die Zeche Hagenbeck zu bearbeiten. Man begann mit dem Unterwerksbau.
Um 1772 war die Zeche in einem schlechten Zustand, man baute in dem Kohlenwerk Fettlappen, das zu Hagenbeck gehörte, ab und begann den Betrieb von sechs Unterwerken mit Pumpen. Ab dem Jahr 1775 gab es Streitigkeiten mit Schulte-Hergbrüggen, da ein Stollen zum Lösen der Unterwerke zu tief angesetzt war. Es gab jedoch wohl keine Einigung, da der Betrieb auf der Zeche fast vollständig eingestellt und bis 1815 nur wenig gefördert wurde. 
Ab 1809 bereitete man sich wie viele andere Zechen im Ruhrrevier auf den Tiefbau vor. Im Jahr 1814 erfolgte durch das Reichskammergericht zu Wetzlar die Genehmigung zum Tiefbau und ein Jahr später begann der Tiefbau mit Stollenschächten. Das Bergamt legte fest, dass die beiden Zechen Fettlappen und Beckstadt in Hagenbeck benannt wurden, da unterschiedliche Gewerkschaften diese Flöze bebauten. 
Ab dem Jahr 1820 betrieb man die beiden Zechen Hagenbeck und Krabbenbank gemeinsam, 1836 konsolidierten die beiden Zechen mit den weiteren Zechen Nettelnkönig und Wiehagen zur Zeche Vereinigte Hagenbeck.

### Nach der Namensänderung
Die Zeche Vereinigte Hagenbeck gab sich 1897 wieder den Namen ihrer Vorgängerzeche Hagenbeck. Es waren vier Geviertfelder und mehrere Längenfelder vorhanden, insgesamt hatte die Zeche eine Fläche von 5,3 km². Die Zeche Hagenbeck verfügte über zwei Schächte, zwei Wetterschächte und eine Kokerei. Es wurden 271.458 Tonnen ausgefahren. 1898 teufte man Schacht 1 tiefer und übernahm die Grubenfelder der stillgelegten Zechen Hobeisen und Neuschölerpad. Die Kokerei wurde von 60 auf 90 Öfen erweitert.
Der Schacht 1 erhält 1900 ein eisernes Fördergerüst, zuvor hatte der Schacht 2 im Jahr 1899 solch ein Gerüst erhalten. Man fuhr 428.081 Tonnen Kohle aus der Zeche aus. Am 16. August 1901 brach die Fördermaschine des Schachtes 2, einige Wochen konnte hier nur beschränkt gefördert werden. Im Jahr 1902 teufte man das Bergeschächtchen mit einem Durchmesser von 2 m bis zum Flöz Rieckenbank und begann mit dem Abbau an den Feldern Hobeisen und Neuschölerpad. Eine neue Brikettfabrik wurde 1904 in Betrieb genommen. Im Jahr 1905 wurden 454.066 Tonnen Kohle gefördert. Bis 1906 wurden die Wetterschächte Holsterhausen und Neuschölerpad tiefer geteuft.
1910 setzte man am Schacht 2 die 6. Schichtstufe auf 526 m Teufe an. Der Wetterschacht Holsterhausen war 1912 bis zur 5. Schichtstufe in Betrieb. 1913 förderte man 511.177 Tonnen, im Jahr 1915 307.841 Tonnen und 1920 mit 296.519 Tonnen Kohle etwas weniger als 1915, jedoch deutlich weniger als noch 1913. Ein dritter Wetterschacht wurde ab 1922 geteuft und bis 1925 bis zur dritten Schichtstufe in 224 Metern Teufe vorgetrieben.
Ab 1927 begann die schrittweise Einstellung des Betriebes an der Zeche Hagenbeck, der Stilllegung der Brikettfabrik folgte am 1. Oktober 1927 die Stilllegung der Kokerei. Jedoch wurde mit 517.376 Tonnen Kohle im Jahr 1927 die maximale Fördermenge erreicht. Die Einstellung des Förderbetriebes erfolgte am 15. Juli 1928, die Zeche Rosenblumendelle übernahm das Abbaufeld.